# Isuzu Como
Der Isuzu Como ist ein Kleintransporter des Automobilherstellers Isuzu. Er ist in zwei Karosserieversionen als Kastenwagen oder Kleinbus erhältlich. Mit kurzem oder langem Radstand und auf Wunsch mit Hochdach. Isuzu investierte seine Forschungsmittel voll dem boomenden SUV-Markt und wollte die Investitionen im Nutzfahrzeugbereich niedrig halten. Aufgrund dieser Tatsache basierte bereits der Vorgänger des Como der Isuzu Fargo II mittels Badge-Engineering auf dem Nissan Caravan E 24, ebenso wie der Van Isuzu Filly auf dem Nissan Elgrand. Angeboten wird der Como neben Japan in Ozeanien.

## Isuzu Como I (2001–2012)

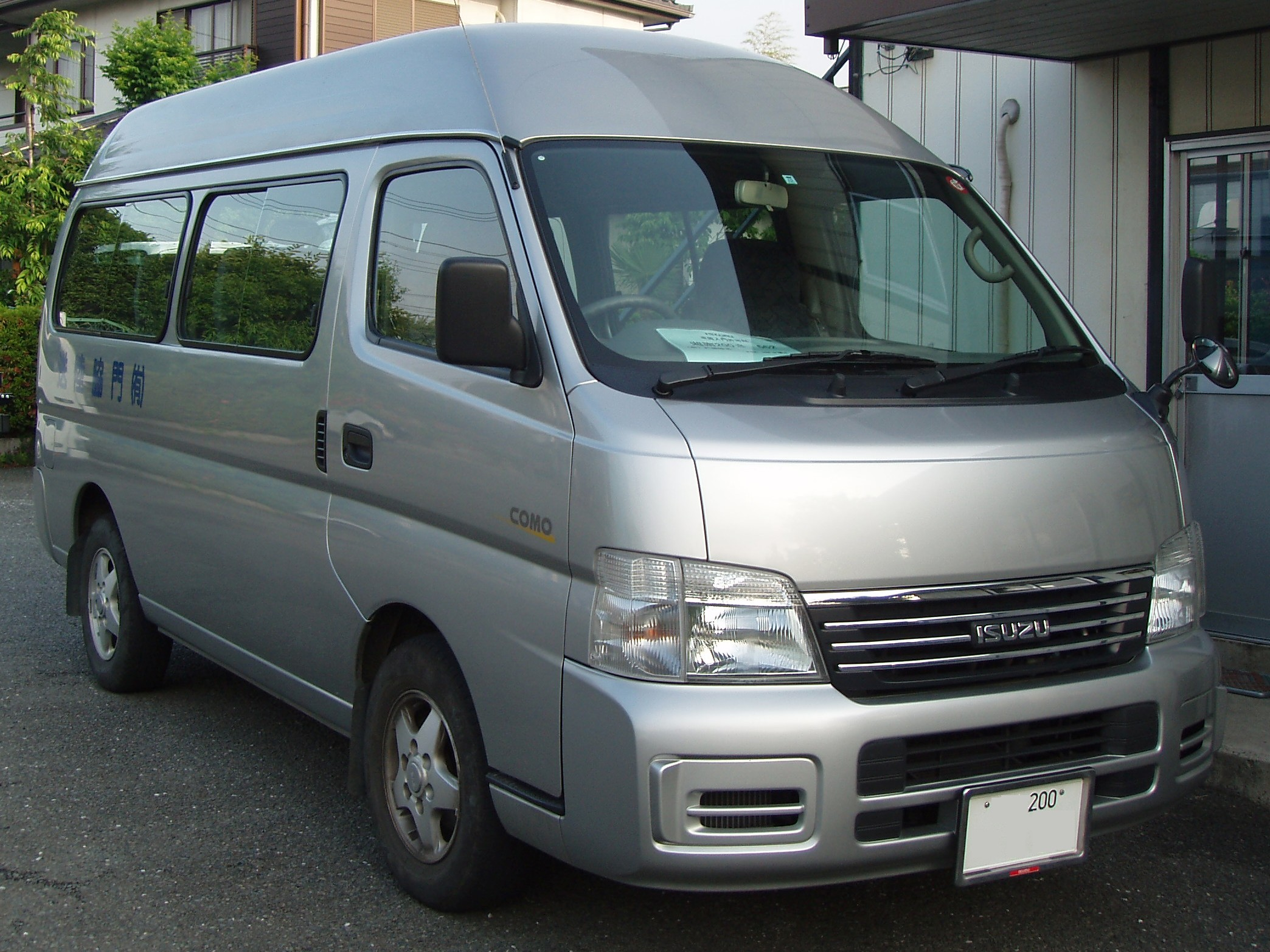
Isuzu Como I LS Kleinbus

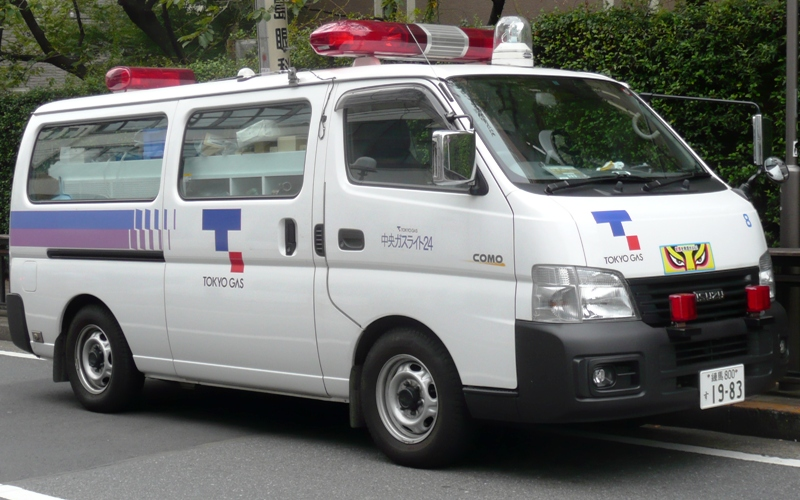
Isuzu Como I LD Van Lieferwagen nach Facelift

Im Mai 2001 begann die Produktion des Isuzu Como I der wieder auf dem Nissan Caravan basierte, diesmal auf dem Modell E 25.
Angetrieben wurde er entweder von einem 2,0-Liter- oder 2,5-Liter-Ottomotor und einem 3,0-Liter-Turbodieselmotor mit Direkteinspritzung. Neben dem 5-Gang-Schaltgetriebe wird auch ein Automatikgetriebe für die Ottomotoren optional angeboten. Es wird eine Lenkradschaltung verbaut. Optional ist auch Allradantrieb erhältlich. Ein Fahrerairbag war von Beginn an serienmäßig ebenso wie ein Antiblockiersystem. Beifahrerairbag wurde bei den LS und Komo Wagon Versionen optional angeboten. Im Gegensatz zum Nissan Caravan waren elektrische Fensterheber vorne bei den LS und Wagon Versionen von Beginn an serienmäßig. Erhältlich war der Como als:
- LD Van Kastenwagen/Kombi mit bis zu 10 Sitzplätzen (einfach ausgestattet),
- LS Kleinbus mit bis zu 12 Sitzplätzen (luxuriösere Ausstattung),
- Komo Wagon (Wohnmobil ab Werk).

### August 2007
Der Como wird mittels Facelift an die bereits seit 2004 aktuelle Version des Nissan Caravan angepasst. Ein Fünfgang-Automatikgetriebe wird bei den Ottomotoren eingeführt und der Diesel den aktuellen Schadstoffvorschriften angepasst.

### Januar 2009
Erneutes Facelift der Karosserie und des Innenraums. Active Como Wagon wird eingeführt mit serienmäßig mobilem Internet im Wohnmobil. Beifahrerairbag nun bei LS und Komo Wagon serienmäßig.

### Dezember 2010
ZD30DDTi von Nissan ersetzt bisherigen Dieselmotor.

### Mai 2012
Parallel zum Nissan Caravan wird die Produktion des Como eingestellt.

## Isuzu Como II (seit 2012)
Seit Juni 2012 wird ein neuer Como auf Basis des Nissan NV350 in Japan und Ozeanien vertrieben.

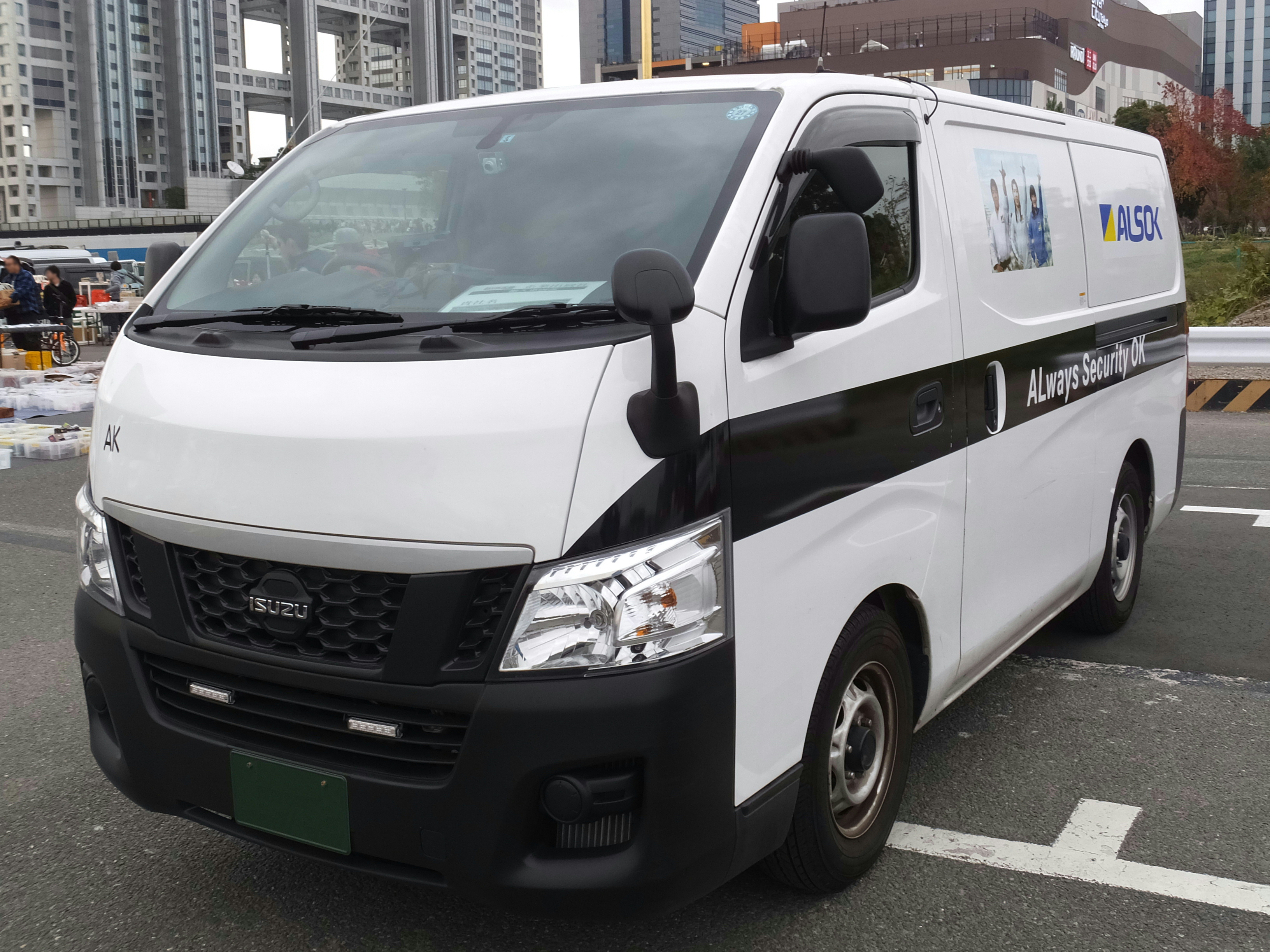
Isuzu Como II